# Fosfoenolpiruvato carboxilase
Fosfoenolpiruvato carboxilase (também conhecida como PEP carboxilase, PEPCase, ou PEPC; do inglês phosphoenolpyruvate carboxylase EC 4.1.1.31, PDB ID: 3ZGE) é uma enzima na família das carboxi-liases encontrada em plantas e algumas bactérias que catalisa a adição de bicarbonato (HCO3−) a fosfoenolpiruvato (PEP) para formar o composto de quatro átomos de carbono oxaloacetato e fosfato inorgânico:
PEP + HCO3− → oxaloacetato + Pi